# Харитонов, Александр Иванович (Герой Социалистического Труда)

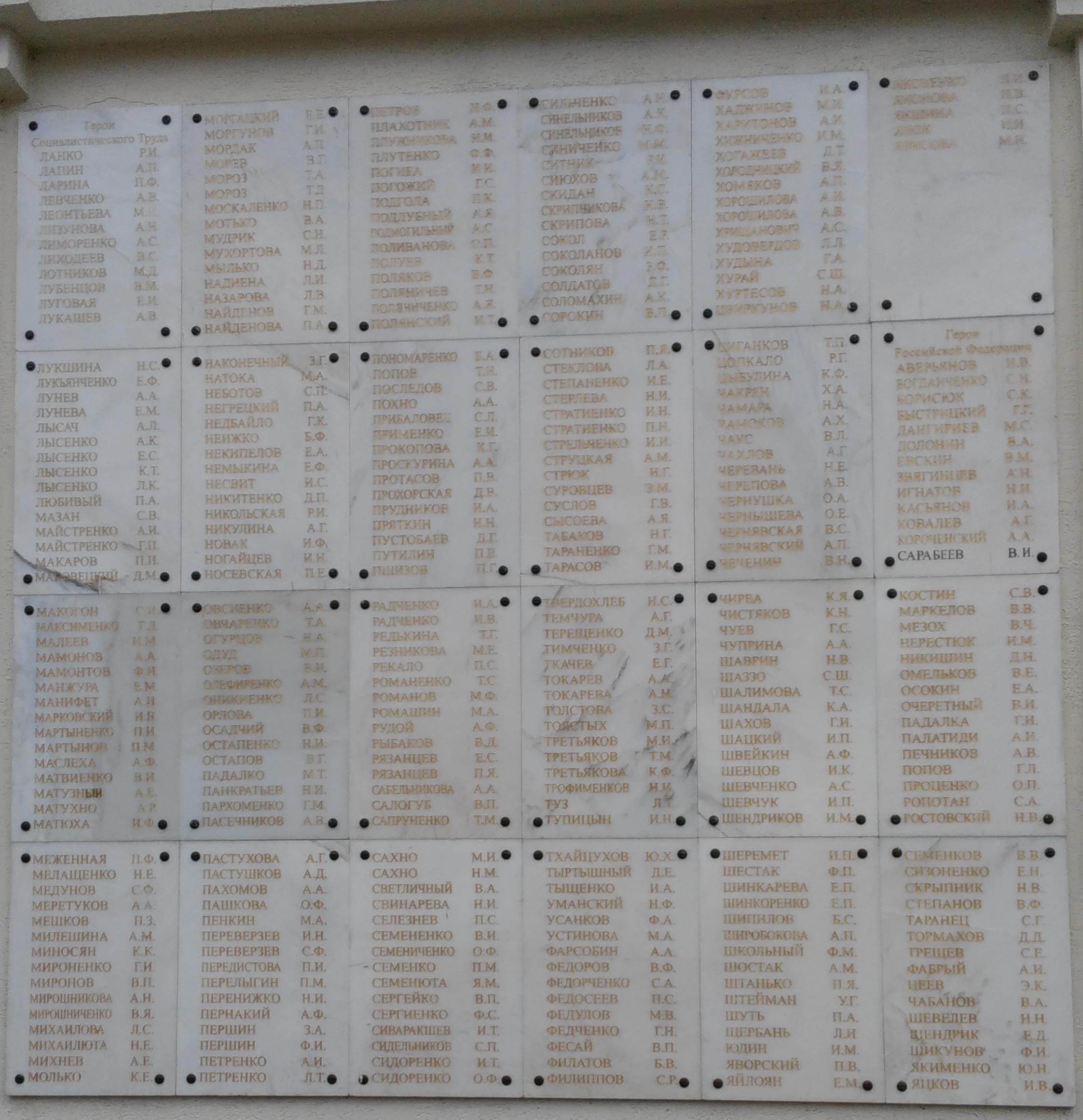
Мемориальная доска с именами Героев Социалистического Труда Кубани и Адыгеи. Краснодар 2017

Александр Иванович Харитонов (02.09.1927—10.10.2001) — бригадир виноградарского совхоза «Абрау-Дюрсо» Министерства пищевой промышленности СССР, Новороссийский район (Новороссийск) Краснодарского края. Герой Социалистического Труда.

## Биография
Родился 2 сентября 1927 года в селе Карабулак, ныне районный центр Базарно-Карабулакского района Саратовской области России в семье сапожника и портнихи. Русский.
В 1938 году семья Харитоновых переехала в посёлок Дюрсо Новороссийского района Краснодарского края.
В период фашистской оккупации в декабре 1942 года его родители были расстреляны, а также и сестра Галина в феврале 1943 года, когда пыталась предупредить местных партизан о высадке вражеского десанта.
В апреле 1944 года А. И. Харитонов был принят рабочим на виноградник 3-го отделения совхоза «Абрау-Дюрсо», но вскоре был мобилизован в Красную Армию.
После демобилизации в 1947 году он вернулся в совхоз к мирному труду, с 1948 года работал бригадиром виноградарей.
В 1950 году бригадой А. И. Харитонова получен урожай винограда шампанских сортов 74,3 центнера с гектара на площади 14,9 гектара.
Указом Президиума Верховного Совета СССР от 27 августа 1951 года за получение в 1950 году высоких урожаев винограда бригадиру Харитонову Александру Ивановичу присвоено звание Героя Социалистического Труда с вручением ордена Ленина и золотой медали «Серп и Молот».
После окончания Краснодарской сельскохозяйственной школы по специальности «агроном-виноградарь» он был назначен управляющим 3-го отделения совхоза, на 103 гектарах которого выращивался виноград шампанских сортов Совиньон, Рислинг, Траминер и Пино-фран.
С 1977 года работал председателем поселкового Совета Абрау-Дюрсо, в 1981 году вернулся в совхоз и работал управляющим 2-го отделения.
Скончался 10 октября 2001 года.

## Награды
- Золотая медаль «Серп и Молот» (27.8.1951);
- Орден Ленина (27.8.1951).
- Медаль «За трудовую доблесть»
- Медаль «В ознаменование 100-летия со дня рождения Владимира Ильича Ленина» (6 апреля 1970)
- и другими

## Память
- В Краснодаре установлена мемориальная доска с именами Героев Социалистического Труда Кубани и Адыгеи